# Theodor Grawert

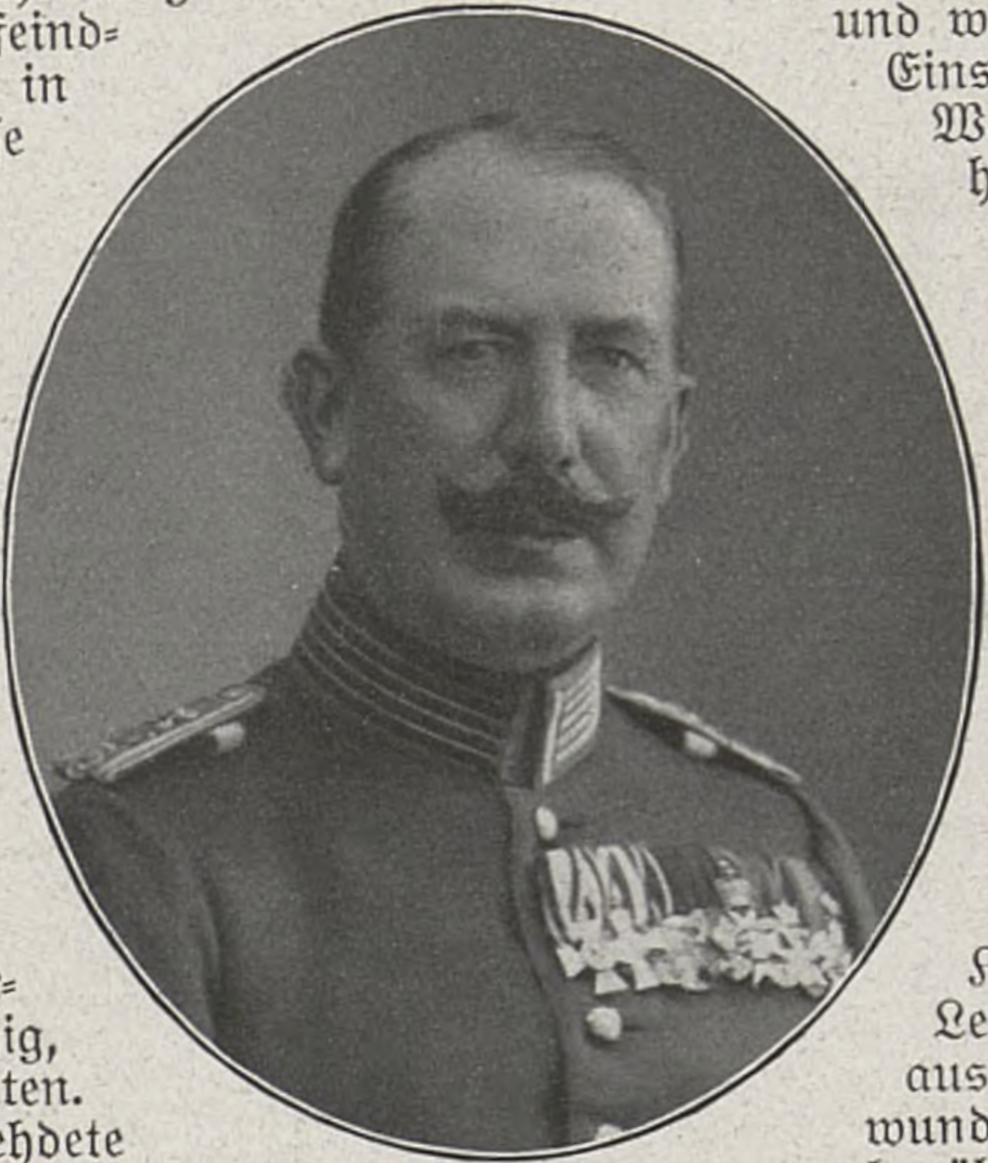
Theodor Grawert (ca. 1916)

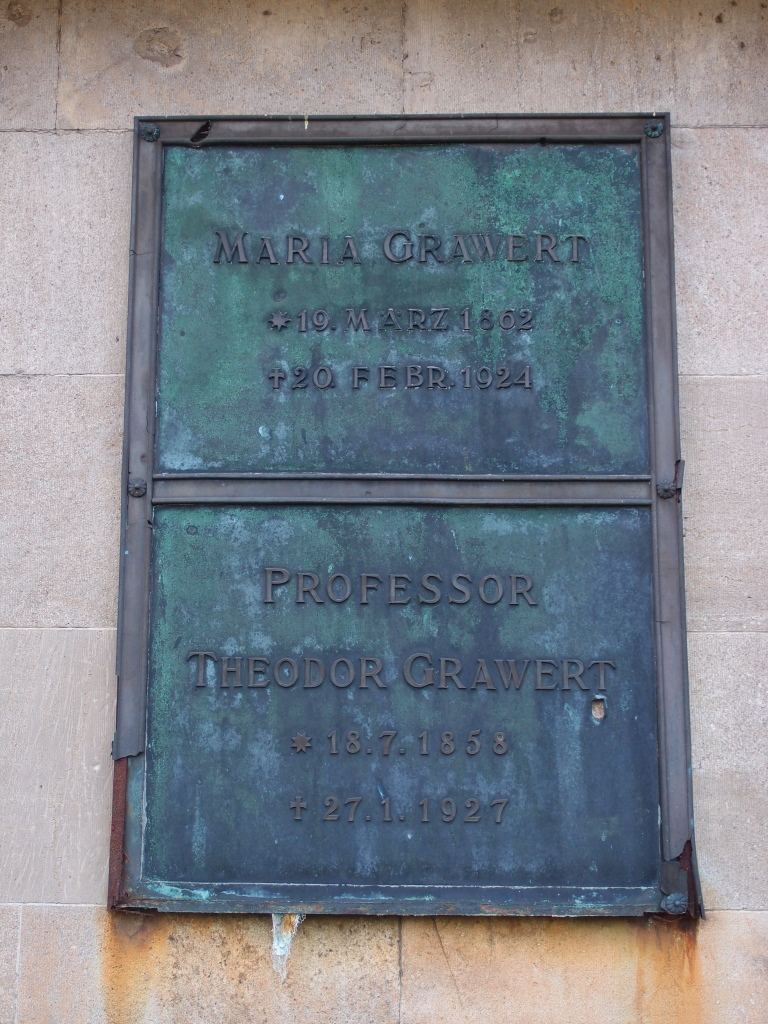
Grab des Musikers Theodor Grawert (1858–1927) auf dem Friedhof Wilmersdorf in Berlin.

Julius Theodor Grawert (* 18. Juli 1858 in Zellin; † 27. Januar 1927 in Berlin) war ein deutscher Musiker.

## Leben
Theodor Grawert war der Sohn des Musikus Johann August Grawert und seiner Ehefrau Louise Wilhelmine Voigt. Nach dem Besuch der Dorfschule studierte er Musik. Von 1883 bis 1906 war er Stabshoboist bei Königlich Preußischen 13. Infanterie-Regiment in Münster i. W.  Nach seinem Studium in Berlin-Charlottenburg wurde er 1908 zum Professor der Musik ernannt. 1910 trat er die Nachfolge des verstorbenen Gustav Roßberg (1838–1910) im Amt des Ersten Armee-Musik-Inspizienten der Königlich Preußischen Armee an, das er bis 1918 innehatte. Quasi in seinem Schatten, agierte seit 1908/1909 Oskar Hackenberger als Zweiter Armee-Musik-Inspizient.
Grawert war Herausgeber der 1. Folge der preußischen Armee-Marschsammlung (1914). Im Jahre 1920 wurde er in die Reichswehr übernommen und übte das Amt des Musikinspizienten bis 1924 aus. Ferner war er Mitglied der Münsteraner Freimaurerloge Zu den drei Balken.

## Werke
- Wilhelmus von Nassauen (Marsch)[1]